# Karl August Ferdinand Fuchs
Karl August Ferdinand Fuchs (* 10. August 1797 in Altenburg; † 31. März 1832 in Dienstädt) war ein deutscher Pfarrer und Schriftsteller.

## Leben
Als Sohn eines Schneidermeisters geboren, studierte Fuchs nach dem Besuch des Gymnasiums in Altenburg Evangelische Theologie in Jena. Während seines Studiums wurde er 1816 Mitglied der Urburschenschaft. 1819 legte er sein Examen pro candidatura in Altenburg ab, wo er 1825 ordiniert wurde. 1826 wurde er Pfarrer in Dienstädt. Dort starb er 34-jährig.
Fuchs verfasste im jugendlichen Alter drei Schauspiele, die im Druck erschienen. Bei der Uraufführung des ersten im Dezember 1812 war er 15 Jahre alt.

## Veröffentlichungen
- Karl der Große, oder: Eginhard und Emma. Ein Schauspiel in fünf Aufzügen. Braunschweig 1814, Uraufführung 1812. (Online-Ausgabe)
- Brutus, oder: Die Befreiung Roms. Ein Trauerspiel in fünf Aufzügen. Braunschweig 1815.
- Luise Hochfeld. Ein Trauerspiel in fünf Aufzügen. Braunschweig 1815.